# 1201
1201 (MCCI) fue un año común comenzado en lunes del calendario juliano.
Es el primer año del siglo XIII.

## Acontecimientos
- 20 de mayo: en Siria[1] se percibe un terremoto de unos 7,6 grados en la escala de Richter, que deja un saldo de entre 30.000 y 60.000. Historiadores modernos consideran que la cifra de muertos directos fue de alrededor de 30.000, pero una peste (producida por el incorrecto manejo de los cadáveres) sumada a una sequía del río Nilo, elevó la cantidad de muertos en toda la región de Oriente Medio y Egipto hasta 1,1 millones.[2]
- En Letonia, Albert Von Appeldern (obispo de Livonia) funda la aldea de Riga y la Orden de los Hermanos de la Espada, que más tarde se unirá a la Orden Teutónica (1237).
- En el Reino de León y el Reino de Galicia (España), se pone por escrito la primera noticia que se conoce en la actualidad de la villa de Bayona; se trata de una donación de Alfonso IX de León al monasterio de Oya.
- Bonifacio de Montferrato es elegido líder de la Cuarta Cruzada, después de la muerte de Teobaldo III de Champaña.
- Inocencio III apoya a Otón IV como Sacro Imperio Romano Germánico, contra Felipe de Suabia.

## Nacimientos
- 18 de febrero: Nasir al-Din al-Tusi, científico, matemático, biólogo, químico, astrónomo, teólogo, filósofo y médico persa.
- 9 de agosto: Arnold Fitz Thedmar, cronista inglés.
- 9 de octubre: Robert de Sorbón, religioso francés fundador de La Sorbona.
- Teobaldo I: rey navarro.
- Ladislao III, rey húngaro.
- Daniel de Galitzia.
- Alix de Thouars, duquesa de Bretaña.
- Fernando III, rey castellano.
- Felipe Hurepel de Clermont, Conde de Clermont, Boulogne, Aumale y Dammartin.

## Fallecimientos
- 21 de marzo: Absalón, arzobispo danés.
- 24 de mayo: Teobaldo III de Champaña, noble francés.
- 29 de julio: Inés de Méran, reina francesa, esposa de Felipe II.
- 5 de septiembre: Constanza de Bretaña.
- Bohemundo III de Antioquía.
- Joaquín de Fiore, fundador de la orden monástica de San Juan.

## Jefes de Estado
- Inglaterra: Juan I, rey inglés entre 1199 y 1216.
- Francia: Felipe II, Augusto, rey francés entre 1180 y 1223.
- Iglesia católica: Inocencio III, papa entre 1198 y 1216.